# Kerubung Jaya
Kerubung Jaya is een bestuurslaag in het regentschap Indragiri Hulu van de provincie Riau, Indonesië. Kerubung Jaya telt 2430 inwoners (volkstelling 2010).